# Rosa María Posada Chapado
Rosa María Posada Chapado (Madrid, 17 de gener de 1940 - Madrid, 29 d'octubre de 2014) va ser una advocada i política espanyola, vicepresidenta primera de l'Assemblea de Madrid.

## Biografia
Va ser llicenciada en Dret i graduada en Dret Comparat per la Universitat d'Estrasburg. Va ser assessora i Directora del Gabinet del President del Govern espanyol Adolfo Suárez, directora general de Coordinació de l'Administració Central de l'Estat, Secretària d'Estat per a la Informació i Portaveu del Govern i consellera de Sanitat i Serveis Socials (1995 - 1999).
Va ser diputada de l'Assemblea de Madrid pel CDS primer i pel Partit Popular després, en les legislatures segona, quarta i cinquena. Va ser presidenta de l'Assemblea de Madrid a la segona legislatura. Era senadora per la Comunitat de Madrid, portaveu de la Comissió d'Afers Exteriors del Senat i membre de la Delegació Espanyola davant l'Assemblea del Consell d'Europa i davant la Unió Europea Occidental.
El 25 de gener de 2012 va ser proposada com a Vicepresidenta Primera de l'Assemblea de Madrid en substitució de Cristina Cifuentes, que havia estat nomenada delegada del Govern central a Madrid.
Va morir a Madrid el 29 d'octubre de 2014, a 74 anys, víctima d'un càncer de pulmó.